# Pardubice
Pardubiceⓘ (niem. Pardubitz) – miasto statutarne w środkowej części Czech, w Kotlinie Pardubickiej, u zbiegu rzek Chrudimki i Łaby. Jest stolicą kraju pardubickiego oraz powiatu Pardubice. Na początku 2024 roku, z liczbą mieszkańców wynoszącą ponad 92 tys., Pardubice zajmowały dziewiąte miejsce pod względem liczby ludności w Czechach.

## Geografia
Pardubice leżą nad drugą pod względem wielkości rzeką Czech, Łabą, do której wpada inna rzeka w mieście - Chrudimka. Położenie Pardubic określają współrzędne 15° długości geograficznej wschodniej i 50° szerokości geograficznej północnej. Miasto znajduje się 100 km na wschód od stolicy Pragi, 150 km w kierunku północno-zachodnim od Brna. Pardubice położone są na obszarze Niziny Połabskiej o średniej wysokości 225 m n.p.m. Powierzchnia miasta obejmuje 78 km². Powierzchnia składa się przeważnie z nizin i nie ma wzgórz. Wyjątkiem jest Kunětická Góra.

## Historia
Pierwsza wzmianka o miejscowości pochodzi z 1295. O Pardubicach jako mieście po raz pierwszy wspomina się w 1340. Okres rozwoju miasta przypada na czasy, gdy właścicielem miasta był Wilhelm II z Pernštejnu oraz jego synowie (1491–1560). Potem, zaniedbane przez Habsburgów i zniszczone w czasie wojny trzydziestoletniej, straciło na znaczeniu. Do dawnej świetności Pardubice powróciły w XIX w., kiedy stały się węzłem kolejowym oraz wielkim ośrodkiem przemysłowym. W 1949 zostały siedzibą kraju pardubickiego. W roku 1845 do Pardubic przybył pierwszy pociąg parowy. Miasto zostało połączone z innymi liniami kolejowymi i dzięki temu doszło do wielkiego rozkwitu. W mieście powstawały również przedsiębiorstwa przemysłowe, zwłaszcza gorzelnia, fabryki: Francuskich Kamieni Młyńskich Juliusa Hübnera & K. Opitza założona w 1866, maszyn młyńskich Józef Prokop i Synowie oraz Fabryka Fanta. W roku 1874 odbyła się pierwsza gonitwa Wielka Pardubicka – wyścig z przeszkodami, który jest obecnie znany na całym świecie. 13 maja 1911 w historii zapisał się inżynier Jan Kašpar, który dokonał pierwszego długodystansowego lotu do Pragi. Po pierwszej wojnie światowej w Pardubicach kontynuowano rozbudowę przemysłu. Jednak podczas II wojny światowej miasto zostało znacznie zniszczone przez nalot bombowców alianckich. Po roku 1989 miasto dalej rozwijało się i kwitło. Odbudowano zamek i jego okolicę, a także osiedla. Pardubice nawiązały współpracę z miastami zagranicznymi.
Według danych z 1 stycznia 2008 liczba ludności miasta wynosiła 89 245 osób, natomiast powierzchnia – 77,71 km².

### Zabytki

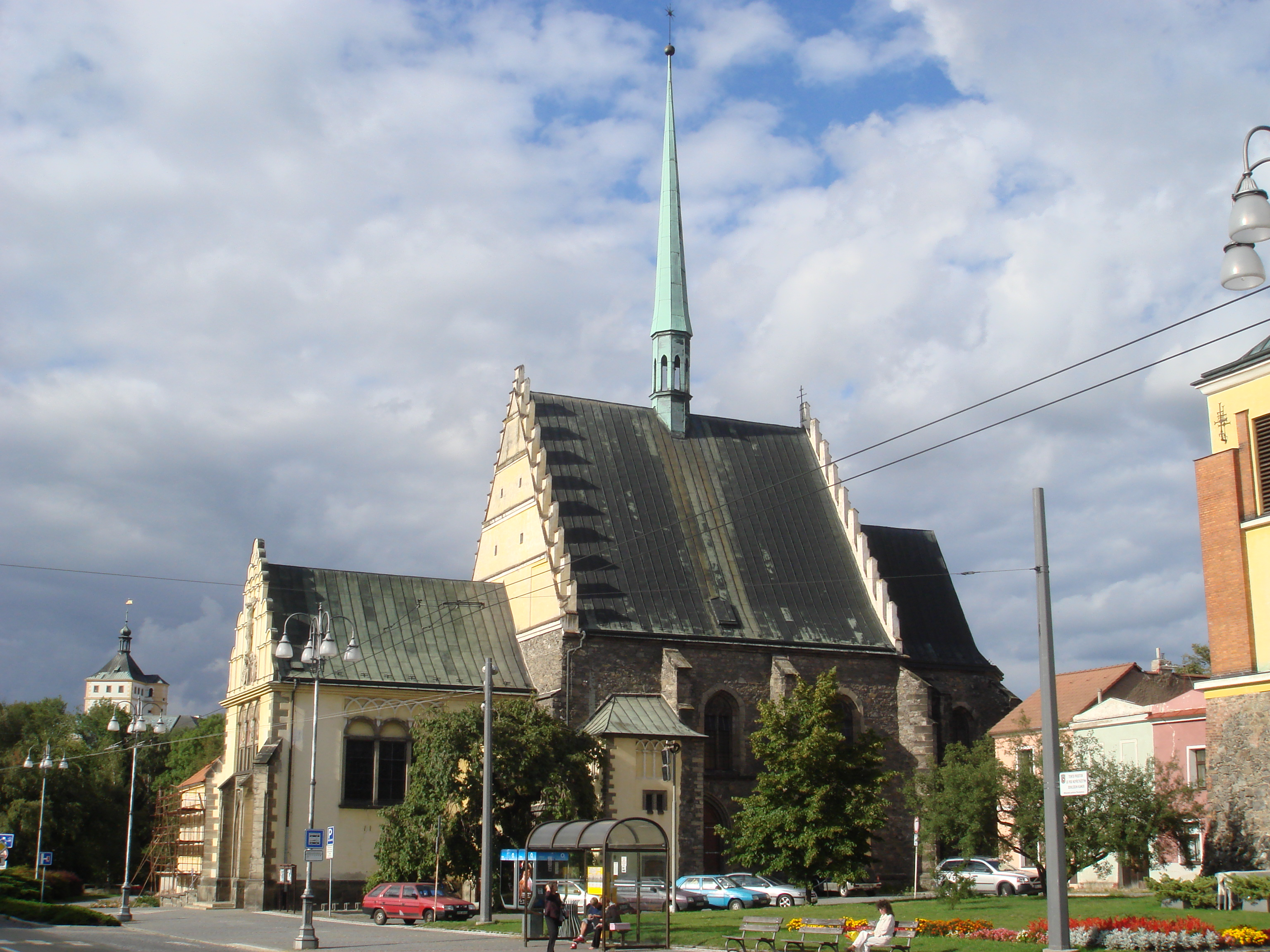
Kościół św. Bartłomieja w Pardubicach

Dominantą panoramy Pardubicach jest Zielona Brama, do której przylegają pozostałości fortyfikacji miejskich. W pobliżu znajduje się również renesansowy zamek, który - pieczołowicie odnowiony - jest obecnie siedzibą Muzeum Wschodnioczeskiego. W mieście znajduje się też wiele innych zabytkowych budowli, takich jak neorenesansowy ratusz, Willa Kamienna (Kamenná vila), Krematorium, Dom u Białego Konika (Dům U Bílého koníčka), Dom Wernera, Dom u Jonasza (Dům U Jonáše) i inne. Interesujące są również kościoły, takie jak Kościół Zwiastowania NMP, św. Jana Chrzciciela, kościół św. Bartłomieja i inne. Charakterystycznym elementem Rynku (Pernštýnské náměstí) jest kolumna maryjna z końca XVII w.
Centrum zostało w 1964 wpisane na listę Miejskich Rezerwatów Zabytkowych.
Pardubice znane są z wyrobu pierników, które piecze się tu co najmniej od XVI wieku. W pobliżu, we wsi Ráby, w zbudowanym w 1882 dawnym pałacyku myśliwskim „Piernikowa chatka” (cz. Perníková chaloupka) mieści się muzeum pierników i bajek (cz. Muzeum perníku).

## Gospodarka

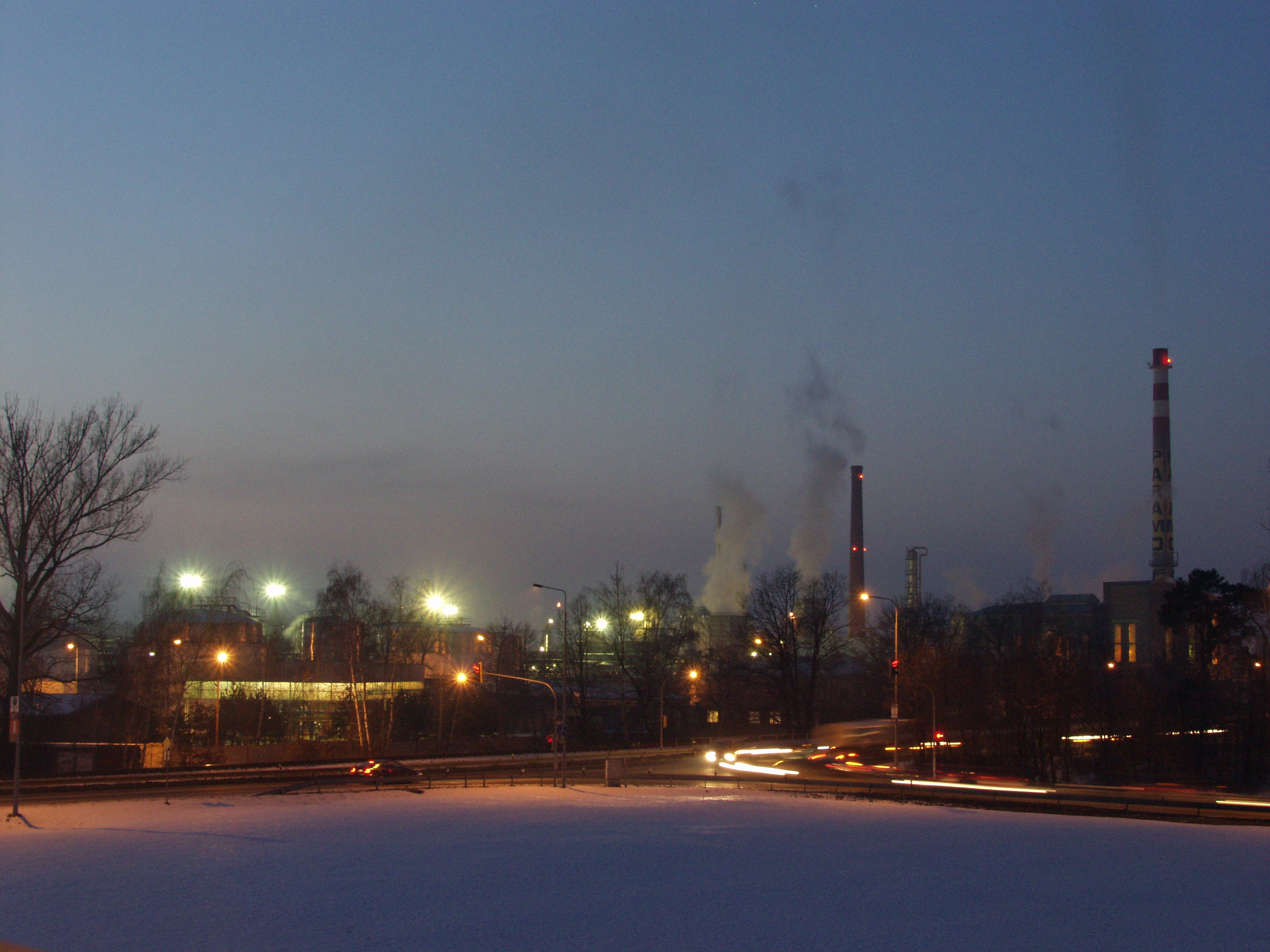
Rafineria Paramo

Pardubice pełnią funkcję jednego z dwóch głównych, obok Hradca Králové, ośrodków administracyjnych, przemysłowych, handlowo-usługowych i kulturalnych regionu wschodnioczeskiego.
Pardubice nazywane są miastem przemysłu. W mieście funkcjonuje głównie przemysł chemiczny, elektromaszynowy i elektrotechniczny. Przykładem przemysłu chemicznego to głównie firma Paramo oraz Explosia-Silesia, która powstała w Pardubicach-Semtin jako fabryka akcyjna produkująca materiały wybuchowe. Szczególnie w latach 60. minionego stulecia sektor ten, razem z fabryką Synthesia, przeszedł duży rozwój. Synthesia, a.s. obecnie należy do wiodących czeskich firm w produkcji celulosy, pigmentów i barwników oraz związków organicznych. Synthesia jest głównym eksporterem głównie do krajów Unii Europejskiej i związana jest z wynalezieniem materiału wybuchowego Semtex. Paramo – dawniej znana jako Fabryka Fanta. Do roku 2012, Paramo była jedną z największych firm tego typu w kraju, ale w ciągu roku akcjonariusz zdecydował o poważnym zahamowaniu produkcji, więc przyszłość Parama jest dalej niepewna.
Do znanych fabryk można zaliczyć Zakład Chemiczne Synthesia, który jest producentem materiału wybuchowego Semtex.

## Transport

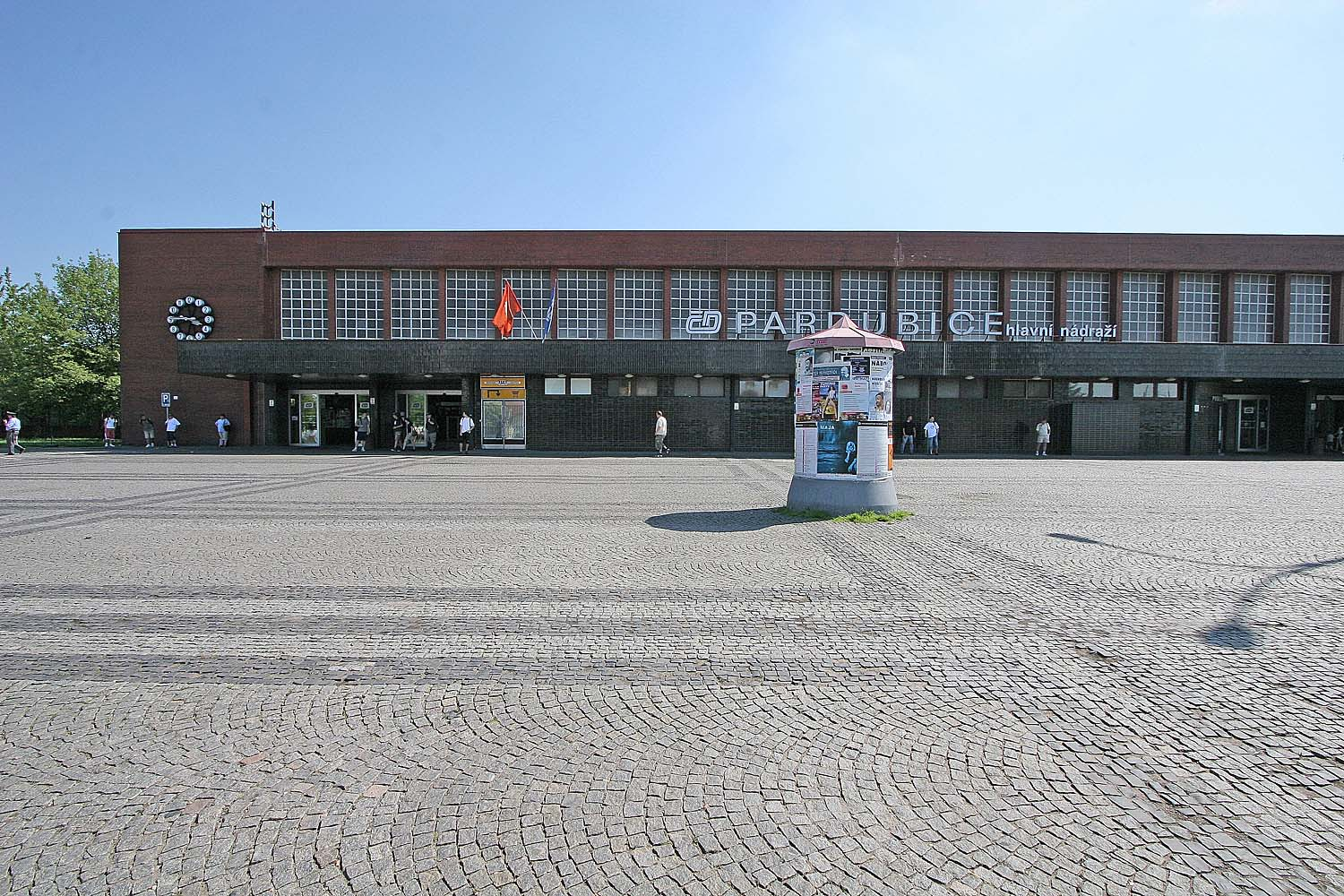
Dworzec kolejowy w Pardubicach

Pardubice są bardzo ważnym w skali kraju węzłem drogowym i kolejowym. W południowej części miasta znajduje się Port lotniczy Pardubice. W mieście funkcjonuje komunikacja autobusowa oraz trolejbusowa. Ze stacji kolejowej Pardubice hlavní nádraží kursują pociągi lokalne i międzynarodowe.
Pardubice są oddalone o około 115 km od stolicy Czech Pragi.

## Szkolnictwo
Uniwersytet Pardubice, Ma 7 wydziałów i 1 instytut – Centrum Badań Materiałowych. Na uniwersytecie studiuje 10 500 studentów w 66 programach studiów i niemal 130 kierunkach studiów. Oprócz kształcenia uniwersytet skupia się również w szczególności na działalności naukowo-badawczej, co przynosi mu uznanie nie tylko w kraju, ale i za granicą. Studenci mogą wybrać studia licencjackie, magisterskie bądź doktoranckie.

## Sport

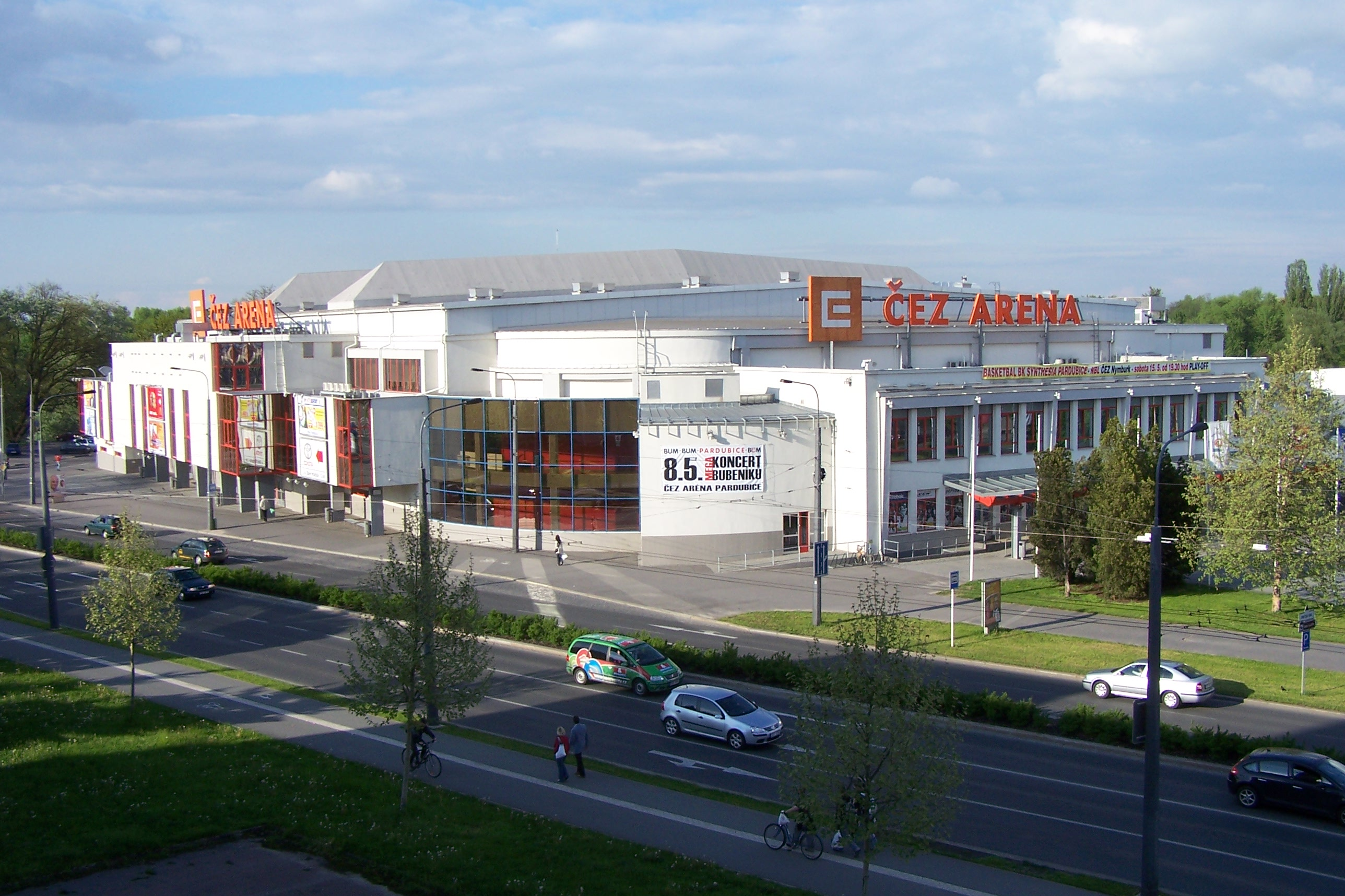
Hala sportowo-widowiskowa ČEZ Aréna

- Miasto słynie z organizowanego tu co roku jesienią znanego wyścigu konnego Wielka Pardubicka oraz prestiżowego turnieju żużlowego Zlatá Přilba.
- HC Pardubice - klub hokejowy
- Szachistom to miasto kojarzyć się może z Czech Open Chess Tournament największymi zawodami w Europie, gdzie spotyka się ponad 1000 szachistów z całego świata, a i entuzjaści Kostki Rubika mają tam swoje zawody.
- W 2009 w ČEZ Aréna odbyły się tam czwarte oficjalne zawody WCA (World Cube Association) w układaniu kostki Rubika.

Hokej – klub hokejowy HC ČSOB Pojišťovna Pardubice, sześciokrotny zwycięzca ekstraligi czechosłowackiej i czeskiej w latach 1972/1973, 1986/1987, 1988/1989, 2004/2005, 2009/2010, 2011/2012. Klub mieści się w nowoczesnej ČEZ Arenie. Pierwszy historyczny mecz odbył się na tutejszym Matičním jeziorze już w 1913 roku i pierwszy klub hokejowy nazwany LTC Pardubice powstał w roku 1923. Pierwszy historyczny mecz ekstraligi rozegrany został na otwartym powietrzu właśnie w Pardubicach, w roku 2011. Był to mecz przeciwko klubu Kometa Brno. Lokalna drużyna hokejowa należy do najbardziej popularnych w Europie i najczęściej odwiedzanych drużyn w kraju.
Wielka Pardubicka – najtrudniejszy wyścig w Europie i drugi najtrudniejszy na świecie. Wyścig odbywa się na Torze Wyścigowym każdej jesieni (od roku 1874). Najsłynniejszym dżokejem jest Josef Váňa, który wygrał ją 8-krotnie (1987, 1988, 1989, 1991, 1997, 2009, 2010 i 2011). Pierwszym zwycięzcą Wielkiej Pardubickiej był ogier Fantome. Długość trasy wyścigu wynosi 6 900 metrów i obejmuje 31 przeszkód. Przeciętny koń przebiegnie dystans w ciągu 10 minut.
Złoty Kask miasta Pardubice – prestiżowy coroczny motocyklowy wyścig na żużlu. Pierwszy wyścig odbył się już w roku 1929 i dzięki niemu Złoty Kask należy do najstarszych wyścigów żużlowych na świecie. Wyścig ma międzynarodową obsadę uczestników z Niemiec, Danii, Holandii, Anglii, USA i innych.
Mattoni NBL – drużyna koszykarska BK JIP Pardubice grająca najwyższą klasę rozgrywek koszykówki w RC, uczestniczy również w rozgrywkach pucharów europejskich. Obecnie klub należy do najbardziej utytułowanych klubów w RC.
Czech Open – największy turniej szachowy na świecie. Poza tym będą rozgrywane także gry scrabble, brydż, poker i mariasz. Festiwal w roku 2011 odbył się pod patronatem prezydenta Václava Klausa, naczelnika kraju pardubickiego Radka Martínka oraz burmistrza Pardubic Štěpánki Fraňkovej.
Pardubicka juniorka - prestiżowe mistrzostwa RC juniorów w tenisie ziemnym. Odbywają się od roku 1926 na kortach LTC Pardubice. Wśród zwycięzców są Ivan Lendl, Martina Navrátilová, Petra Kvitová, Tomáš Berdych oraz inni.

## Wydarzenia kulturalne i społeczne
Sport

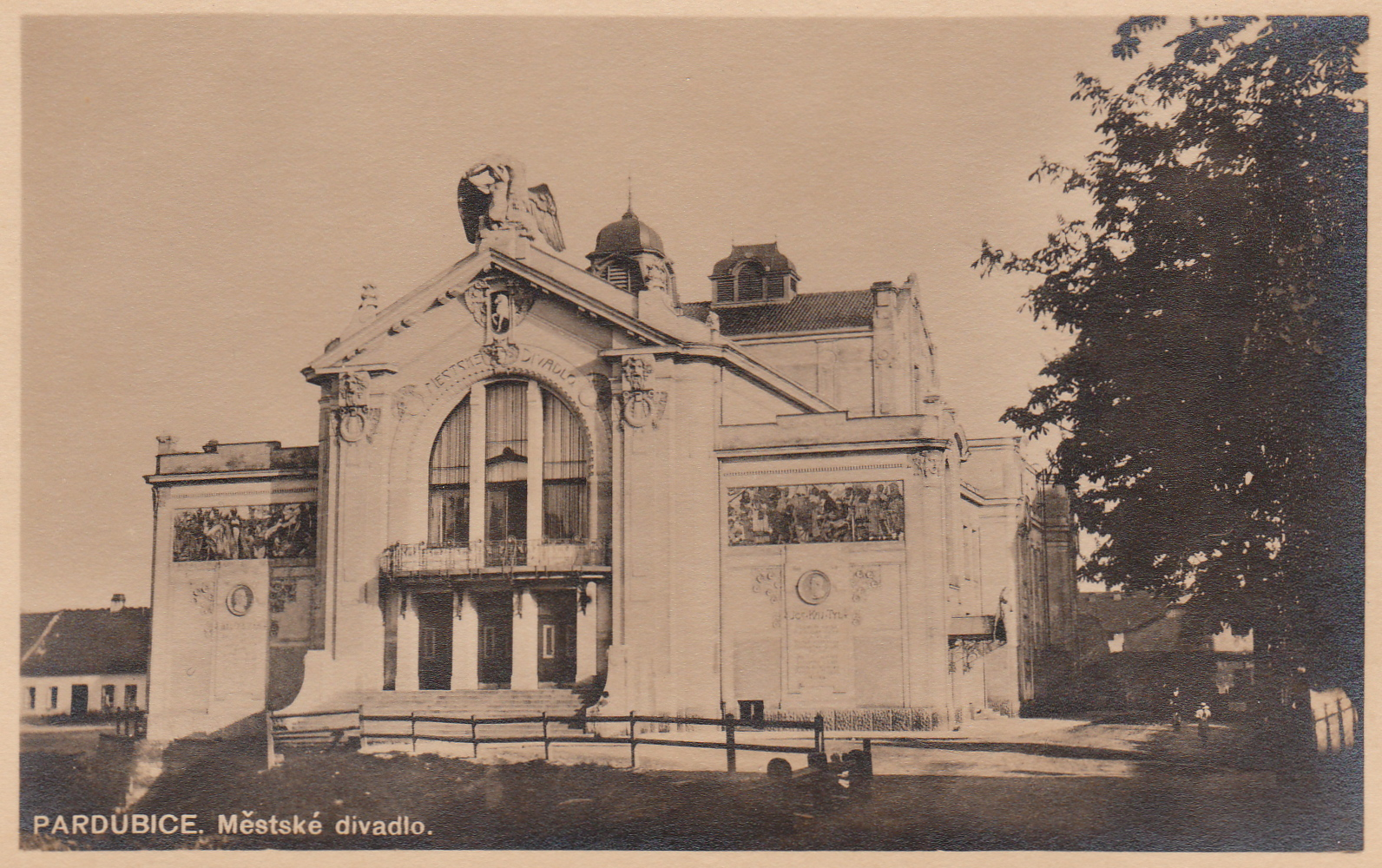
Teatr Wschodnioczeski w 1910 roku

Wielka Pardubicka (w roku 2012 odbyła się po raz 122.),
Złoty Kask (odbył się w październiku 2012),
Czech Open – największy turniej szachowy na świecie (lipiec 2012),
Pardubicka juniorka – prestiżowe mistrzostwa RC juniorów w tenisie ziemnym (sierpień)
Kultura
Pernštýnska noc – festyny miejskie (czerwiec),
Festiwal Śmiechu – festiwal teatralny (luty),
Filharmonia Kameralna Pardubice i Barocco sempre giovane – koncerty muzyki klasycznej,
Międzynarodowy Festiwal Muzyczny Le Quattro Stagioni,
Międzynarodowy Festiwal Folklorystyczny Jesienny Festiwal Folklorystyczny(wrzesień)
Szkolnictwo
Uniwersytet Pardubice, Ma 7 wydziałów i 1 instytut – Centrum Badań Materiałowych. Na uniwersytecie studiuje 10 500 studentów w 66 programach studiów i niemal 130 kierunkach studiów. Oprócz kształcenia uniwersytet skupia się również w szczególności na działalności naukowo-badawczej, co przynosi mu uznanie nie tylko w kraju, ale i za granicą. Studenci mogą wybrać studia licencjackie, magisterskie bądź doktoranckie.

## Współpraca
Miejscowości partnerskie:
- Bełchatów, Polska[11]
- Çanakkale, Turcja[11]
- Doetinchem, Holandia[11]
- East Lothian, Wielka Brytania[11]
- Golegã, Portugalia[11]
- Jerez de la Frontera, Hiszpania[11]
- Merano, Włochy[11]
- Pernik, Bułgaria[11]
- Rosignano Marittimo, Włochy[11]
- Schönebeck, Niemcy[11]
- Selb, Niemcy[11]
- Sežana, Słowenia[11]
- Skellefteå, Szwecja[11]
- Waregem, Belgia[11]
- Wysokie Tatry, Słowacja[11]